# Polinomio di Bernoulli
In matematica, i polinomi di Bernoulli si incontrano nello studio di molte funzioni speciali e in particolare della funzione zeta di Riemann e della funzione zeta di Hurwitz. Questo in gran parte è dovuto al fatto che essi costituiscono la sequenza di Sheffer relativa all'ordinario operatore di derivazione. Contrariamente alle successioni di polinomi ortogonali, la successione dei polinomi di Bernoulli è caratterizzata dal fatto che il numero delle intersezioni con l'asse delle x nell'intervallo unitario non cresce illimitatamente al crescere del grado dei polinomi. Al crescere del grado i polinomi di Bernoulli, sottoposti ad appropriate omotetie, approssimano le funzioni seno e coseno.

## Funzioni generatrici
La funzione generatrice dei polinomi di Bernoulli è  
{\displaystyle {\frac {te^{xt}}{e^{t}-1}}=\sum _{n=0}^{\infty }B_{n}(x){\frac {t^{n}}{n!}}} .
La funzione generatrice dei polinomi di Eulero è invece
{\displaystyle {\frac {2e^{xt}}{e^{t}+1}}=\sum _{n=0}^{\infty }E_{n}(x){\frac {t^{n}}{n!}}.}

## Caratterizzazione mediante un operatore differenziale
I polinomi di Bernoulli si possono anche definire come:
{\displaystyle B_{n}(x):={D \over e^{D}-1}x^{n},}
dove {\displaystyle D:={\frac {d}{dx}}} denota la differenziazione rispetto alla {\displaystyle x} e la frazione va sviluppata come serie formale di potenze.
Allo stesso modo, i polinomi di Eulero sono dati da:
{\displaystyle E_{n}(x)={\frac {2}{e^{D}+1}}x^{n}.}

## Formula esplicita
Una formula esplicita per i polinomi di Bernoulli è la seguente:
{\displaystyle B_{m}(x)=\sum _{n=0}^{m}{\frac {1}{n+1}}\sum _{k=0}^{n}(-1)^{k}{n \choose k}(x+k)^{m}.}
Si osserva la rilevante somiglianza con l'espressione mediante la serie globalmente convergente per la funzione zeta di Hurwitz. In effetti si ha
{\displaystyle B_{n}(x)=-n\zeta (1-n,x),}
dove {\displaystyle \zeta (s,q)} denota la zeta di Hurwitz; in un certo senso, la zeta di Hurwitz estende i polinomi di Bernoulli ai valori non interi della {\displaystyle n.}
Una formula esplicita per i polinomi di Eulero è data da:
{\displaystyle E_{m}(x)=\sum _{n=0}^{m}{\frac {1}{2^{n}}}\sum _{k=0}^{n}(-1)^{k}{n \choose k}(x+k)^{m}.}

## I numeri di Bernoulli e i numeri di Eulero
I numeri di Bernoulli sono dati da {\displaystyle B_{n}=B_{n}(0).}
A loro volta i numeri di Eulero sono dati da {\displaystyle E_{n}=2^{n}E_{n}(1/2).}

## Espressioni esplicite per i polinomi dei gradi minori
I primi componenti della successione dei polinomi di Bernoulli sono:
{\displaystyle B_{0}(x)=1;}
{\displaystyle B_{1}(x)=x-{\frac {1}{2}};}
{\displaystyle B_{2}(x)=x^{2}-x+{\frac {1}{6}};}
{\displaystyle B_{3}(x)=x^{3}-{\frac {3}{2}}x^{2}+{\frac {1}{2}}x;}
{\displaystyle B_{4}(x)=x^{4}-2x^{3}+x^{2}-{\frac {1}{30}};}
{\displaystyle B_{5}(x)=x^{5}-{\frac {5}{2}}x^{4}+{\frac {5}{3}}x^{3}-{\frac {1}{6}}x;}
{\displaystyle B_{6}(x)=x^{6}-3x^{5}+{\frac {5}{2}}x^{4}-{\frac {1}{2}}x^{2}+{\frac {1}{42}}.}
I polinomi di Eulero dei gradi più bassi sono:
{\displaystyle E_{0}(x)=1;}
{\displaystyle E_{1}(x)=x-{\frac {1}{2}};}
{\displaystyle E_{2}(x)=x^{2}-x;}
{\displaystyle E_{3}(x)=x^{3}-{\frac {3}{2}}x^{2}+{\frac {1}{4}};}
{\displaystyle E_{4}(x)=x^{4}-2x^{3}+x;}
{\displaystyle E_{5}(x)=x^{5}-{\frac {5}{2}}x^{4}+{\frac {5}{2}}x^{2}-{\frac {1}{2}};}
{\displaystyle E_{6}(x)=x^{6}-3x^{5}+5x^{3}-3x.}

## Differenze
I polinomi di Bernoulli e quelli di Eulero ubbidiscono molte relazioni fornite dal calcolo umbrale:
{\displaystyle B_{n}(x+1)-B_{n}(x)=nx^{n-1};}
{\displaystyle E_{n}(x+1)+E_{n}(x)=2x^{n}.}

## Derivate
Ciascuna delle due successioni di polinomi è una sequenza polinomiale e più precisamente una sequenza di Appel:
{\displaystyle B_{n}'(x)=nB_{n-1}(x);}
{\displaystyle E_{n}'(x)=nE_{n-1}(x).}

## Traslazioni
{\displaystyle B_{n}(x+y)=\sum _{k=0}^{n}{n \choose k}B_{k}(x)y^{n-k};}
{\displaystyle E_{n}(x+y)=\sum _{k=0}^{n}{n \choose k}E_{k}(x)y^{n-k}.}
Queste identità sono equivalenti ad affermare che ciascuna di queste successioni polinomiali è una sequenza di Appel. Un altro esempio di queste successioni è fornito dai polinomi di Hermite.

## Simmetrie
{\displaystyle B_{n}(1-x)=(-1)^{n}B_{n}(x);}
{\displaystyle E_{n}(1-x)=(-1)^{n}E_{n}(x);}
{\displaystyle (-1)^{n}B_{n}(-x)=B_{n}(x)+nx^{n-1};}
{\displaystyle (-1)^{n}E_{n}(-x)=-E_{n}(x)+2x^{n}.}

## Serie di Fourier
La serie di Fourier dei polinomi di Bernoulli è anche una serie di Dirichlet e un caso speciale di funzione zeta di Hurwitz
{\displaystyle B_{n}(x)=-\Gamma (n+1)\sum _{k=1}^{\infty }{\frac {\exp(2\pi ikx)+\exp(2\pi ik(1-x))}{(2\pi ik)^{n}}}.}

## Inversione
Può essere utile esprimere le potenze della variabile come combinazioni lineari dei polinomi di Bernoulli. Specificamente si ha
{\displaystyle x^{n}={\frac {1}{n+1}}\sum _{k=0}^{n}{n+1 \choose k}B_{k}(x).}
Queste uguaglianze e le espressioni esplicite dei polinomi di Bernoulli vanno viste come le identità di collegamento tra le due basi dello spazio vettoriale dei polinomi fornite dalle potenze della variabile e dai polinomi di Bernoulli.

## Collegamento con i fattoriali decrescenti
Un'altra coppia di successioni di identità di collegamento fra basi dello spazio vettoriale dei polinomi riguarda i polinomi di Bernoulli e i fattoriali decrescenti. I polinomi di Bernoulli sono espressi come combinazioni lineari di fattoriali decrescenti {\displaystyle (x)_{k}} dalle
{\displaystyle B_{n+1}(x)=B_{n+1}+\sum _{k=0}^{n}{\frac {n+1}{k+1}}\left\{{\begin{matrix}n\\k\end{matrix}}\right\}(x)_{k+1},}
dove {\displaystyle B_{n}:=B_{n}(0)} e
{\displaystyle \left\{{\begin{matrix}n\\k\end{matrix}}\right\}=S(n,k)}
denota il numero di Stirling di seconda specie. Viceversa i fattoriali decrescenti sono espressi come combinazioni lineari di polinomi di Bernoulli:
{\displaystyle (x)_{n+1}=\sum _{k=0}^{n}{\frac {n+1}{k+1}}\left[{\begin{matrix}n\\k\end{matrix}}\right]\left(B_{k+1}(x)-B_{k+1}\right),}
dove 
{\displaystyle \left[{\begin{matrix}n\\k\end{matrix}}\right]=s(n,k)}
denota il numero di Stirling di prima specie.

## Teoremi di moltiplicazione
Questi teoremi di moltiplicazione sono stati dati da Joseph Ludwig Raabe nel 1851:
{\displaystyle B_{n}(mx)=m^{n-1}\sum _{k=0}^{m-1}B_{n}\left(x+{\frac {k}{m}}\right);}
{\displaystyle E_{n}(mx)=m^{n}\sum _{k=0}^{m-1}(-1)^{k}E_{n}\left(x+{\frac {k}{m}}\right),\quad {\text{per }}m=1,3,\ldots ;}
{\displaystyle E_{n}(mx)={\frac {-2}{n+1}}m^{n}\sum _{k=0}^{m-1}(-1)^{k}B_{n+1}\left(x+{\frac {k}{m}}\right),\quad {\text{per }}m=2,4,\ldots .}

## Integrali
Integrali indefiniti
{\displaystyle \int _{a}^{x}dt\;B_{n}(t)={\frac {B_{n+1}(x)-B_{n+1}(a)}{n+1}};}
{\displaystyle \int _{a}^{x}dt\;E_{n}(t)={\frac {E_{n+1}(x)-E_{n+1}(a)}{n+1}}.}
Integrali definiti
{\displaystyle \int _{0}^{1}dt\;B_{n}(t)B_{m}(t)=(-1)^{n-1}{\frac {m!n!}{(m+n)!}}B_{n+m},\quad {\text{per }}m,n\geq 1;}
{\displaystyle \int _{0}^{1}dt\;E_{n}(t)E_{m}(t)=(-1)^{n}4(2^{m+n+2}-1){\frac {m!n!}{(m+n+2)!}}B_{n+m+2}.}